# Argileonis
Argileonis (en grec antic Αργιλεωνίς) va ser la mare de Bràsides d'Esparta.
Quan els enviats d'Amfípolis li van portar la notícia de la mort de Bràsides va preguntar si havia combatut amb valentia, i quan se li va dir que havia estat el millor dels espartans, va contestar que era un home valent però que estaven en un error ja que encara n'hi havia de millors a Esparta. La resposta es va fer famosa al seu temps, i va merèixer una recompensa dels èfors, segons Plutarc.